# Étienne-Louis Boullée
 (juillet 2019).
Si vous disposez d'ouvrages ou d'articles de référence ou si vous connaissez des sites web de qualité traitant du thème abordé ici, merci de compléter l'article en donnant les références utiles à sa vérifiabilité et en les liant à la section « Notes et références ».
Étienne-Louis Boullée est un architecte français né à Paris le 12 février 1728 et mort à Paris le 4 février 1799.
Avec Claude-Nicolas Ledoux, il fut l'une des principales figures de l'architecture néoclassique en France. Il a imaginé des projets d'édifices combinant la philosophie des Lumières, l'amour de la géométrie (formes géométriques simples) et une échelle gigantesque (accumulation de masses).

## Biographie
Fils d'un géomètre expert, Louis-Claude Boullée, Étienne-Louis Boullée voulait devenir peintre mais, sur les instances de son père, il s'orienta vers l'architecture. Il suivit, entre 1744 et 1747, l'enseignement de Jacques-François Blondel, Germain Boffrand et Jean-Laurent Legeay, auprès de qui il apprit les principes de l'architecture française classique. En 1747, il perdit son père et ouvrit sa propre école d'architecture.
Il fut élu à l'Académie royale d'architecture en 1762 et devint architecte de Frédéric II de Prusse, titre largement honorifique.
Sous la Révolution française, il fut l'un des quinze académiciens qui envoyèrent à l'Assemblée nationale un projet d'Académie nationale des Arts (1791). En 1793, il fut nommé suppléant au Jury national des Arts et légua ses dessins et ses manuscrits à la Nation (ils sont aujourd'hui à la Bibliothèque nationale de France). Il participa au jury des concours de l'An II (1794) et fut élu membre de l'Académie des beaux-arts de l'Institut de France lors de sa création en 1795.

### L'architecte
Les premières commandes que Boullée reçut à partir de 1752 portaient essentiellement sur le réaménagement de constructions existantes et des travaux de décoration. En 1762, il rénova la maison de Claude-Charles-Dominique Tourolle, rue Charlot dans le Marais, et l'hôtel de Montville, rue de la Bonne Morue.
En 1754, le jeune architecte construisit au nord de l'église Saint-Roch une petite chapelle basse dédiée au Calvaire, qui s'insérait dans l'ambitieux programme monumental conçu par le curé Jean-Baptiste Marduel, et redessina également les autels des extrémités du transept et leurs retables. Son travail a été anéanti par l'agrandissement de la chapelle en 1850.
Entre 1762 et 1778, Boullée construisit un bon nombre de résidences privées, qui ont toutes été détruites à l'exception de l'hôtel Alexandre (dit aussi Soult), rue de la Ville-l'Évêque à Paris (1763).
Il reconstruisit le château de Chaville (1764), édifia les deux hôtels de Montvile rue d'Anjou (1764), l'hôtel de Pernon (1768), l'hôtel de Brunoy (1774), aménagea l'hôtel de Villeroy, rue de Varenne (1768), l'hôtel Tubeuf pour le contrôle général des finances (1769), travailla au château de Villiers et à l'hôtel de Sénac (1770). Il aménagea la maison du financier Nicolas Beaujon à Issy (1773) et travailla pour lui à la décoration et à l'aménagement de l'hôtel d'Évreux. Il présenta également en 1766 un projet de fontaine rue Saint-Eustache.
En 1778, Boullée fut nommé architecte de l'hôtel des Invalides et, en 1780, contrôleur des bâtiments de l'École militaire. À ce titre, il eut à achever les travaux, construisant notamment une grande partie des bâtiments qui bordent l'avant-cour, les deux postes de garde, etc.
À compter de 1776, il avait commencé à travailler pour le comte d'Artois, pour qui il donna un projet de palais en 1780.
En 1787, il participa aux travaux de construction du nouveau pont Louis XVI (actuel pont de la Concorde), supervisant la destruction des maisons avoisinantes.

### Le théoricien

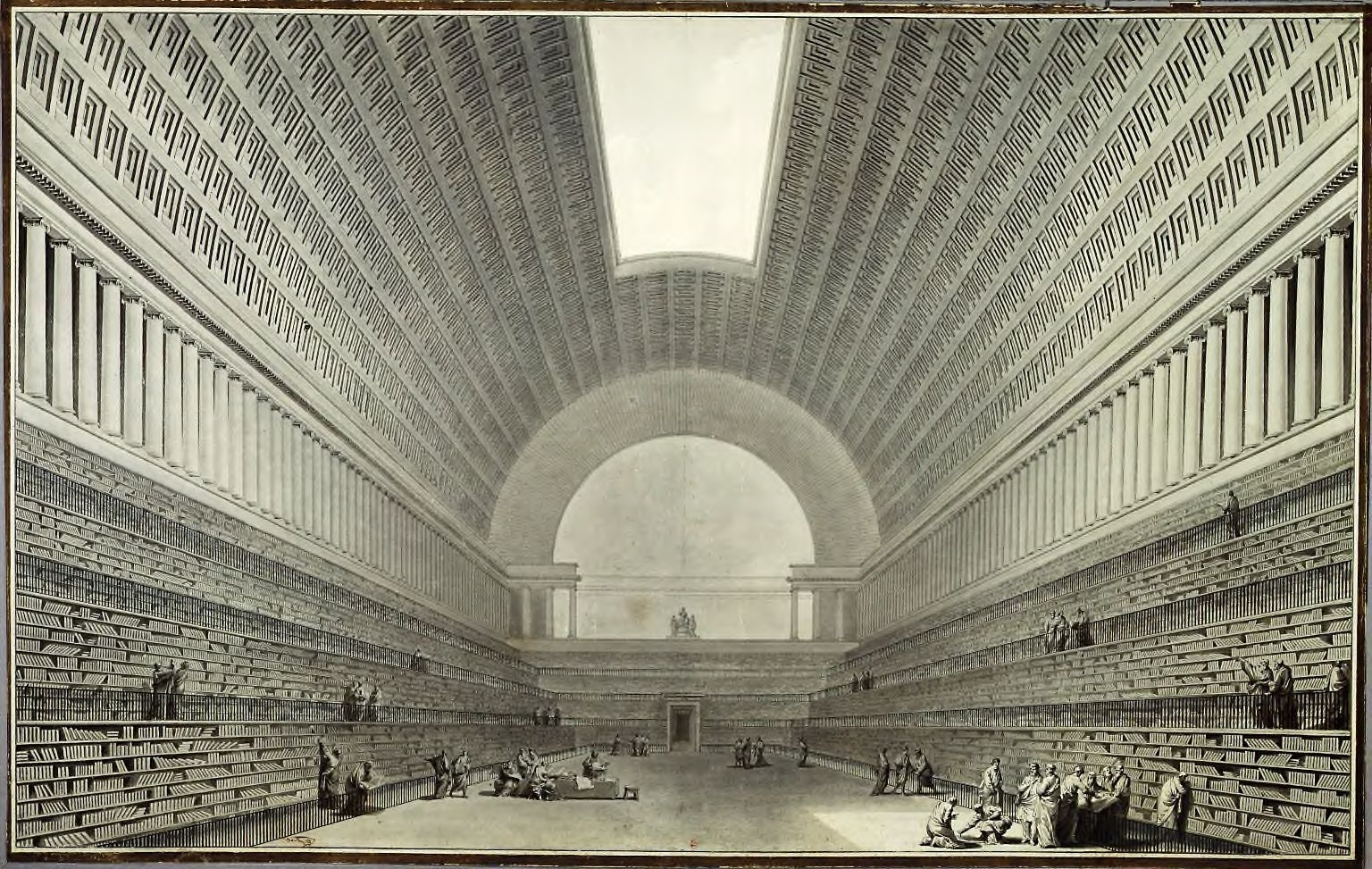
Second projet pour la Bibliothèque royale, 1786

C'est comme théoricien et professeur à l'École nationale des ponts et chaussées entre 1778 et 1788 que Boullée se fit principalement connaître et exerça la plus grande influence. Il développa un style géométrique propre, inspiré par les formes classiques et caractérisé par la suppression de toute ornementation superflue, l'agrandissement des formes géométriques sur une échelle gigantesque et la répétition en très grand nombre d'éléments tels que les colonnes. L'objectif était de produire une impression de majesté et de solennité propre à inspirer le respect aux citoyens, tout en suggérant la majesté de l'univers et le dessein rationnel sous-jacent.
Boullée promut le concept d'une architecture exprimant sa fonction, doctrine qu'il appela architecture parlante, et qui fut une composante essentielle de l'enseignement à l'École des beaux-arts vers la fin du XIXe siècle.
Un bon exemple de son style propre peut être recherché dans son projet de cénotaphe pour Isaac Newton, qui aurait pris la forme d'une sphère de 150 mètres de diamètre, posée sur une base circulaire couronnée de cyprès. Le projet ne fut jamais réalisé, mais il fut gravé et circula largement dans les milieux professionnels.
Les idées de Boullée eurent une influence majeure sur ses contemporains. Il forma des architectes importants tels que Jean-François-Thérèse Chalgrin, Mathurin Crucy, Alexandre-Théodore Brongniart ou Jean-Nicolas-Louis Durand.
Une partie de son œuvre ne fut révélée qu'au XXe siècle. Son livre Architecture, essai sur l'art, dans lequel il plaide pour un néoclassicisme qui ne refuserait pas l'émotion, composé entre 1796 et 1797, ne fut publié qu'en 1953. Il présente notamment ses projets de bâtiments publics démesurés imaginés entre 1778 et 1788.
Le goût de Boullée pour les projets grandioses l'a souvent fait taxer de mégalomanie. Son utilisation de la polarité ou du jeu de l'ombre et de la lumière était très en avance sur son temps. Redécouvert au XXe siècle, Boullée continue d'influencer des architectes contemporains comme Aldo Rossi.

## Galerie

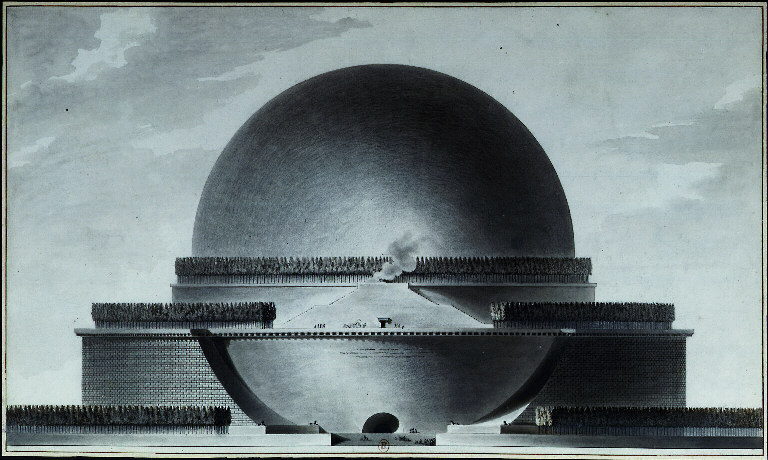
Étienne-Louis Boullée, Projet de cénotaphe à Newton, vue en élévation, 1784.
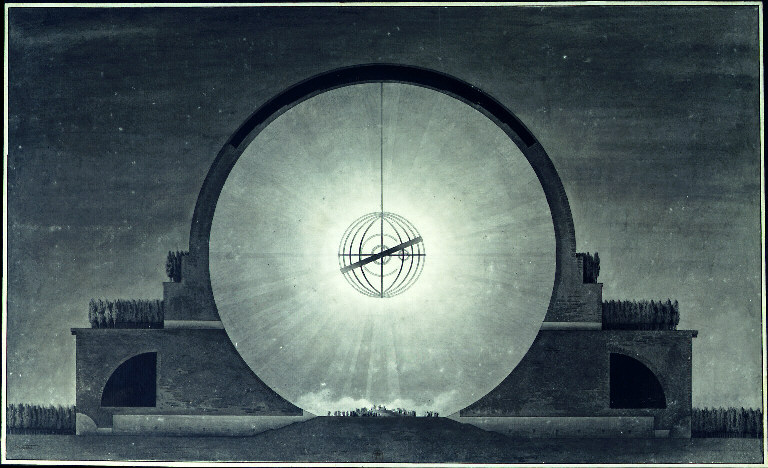
Étienne-Louis Boullée, Projet de cénotaphe à Newton, vue en coupe, 1784.
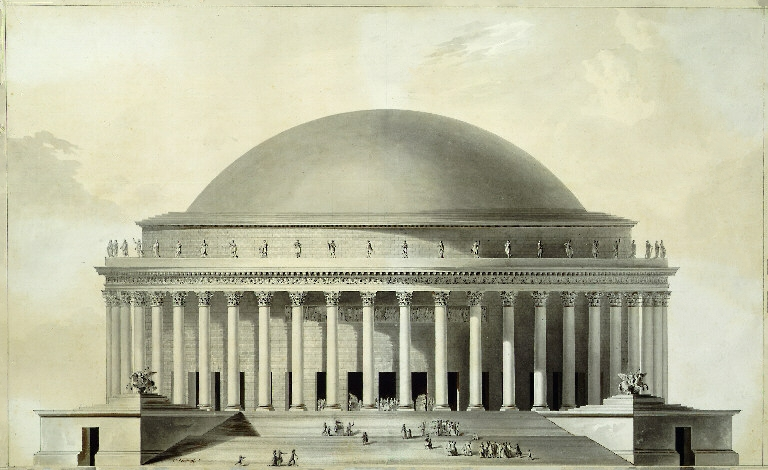
Projet pour l'opéra de Paris, 1781.
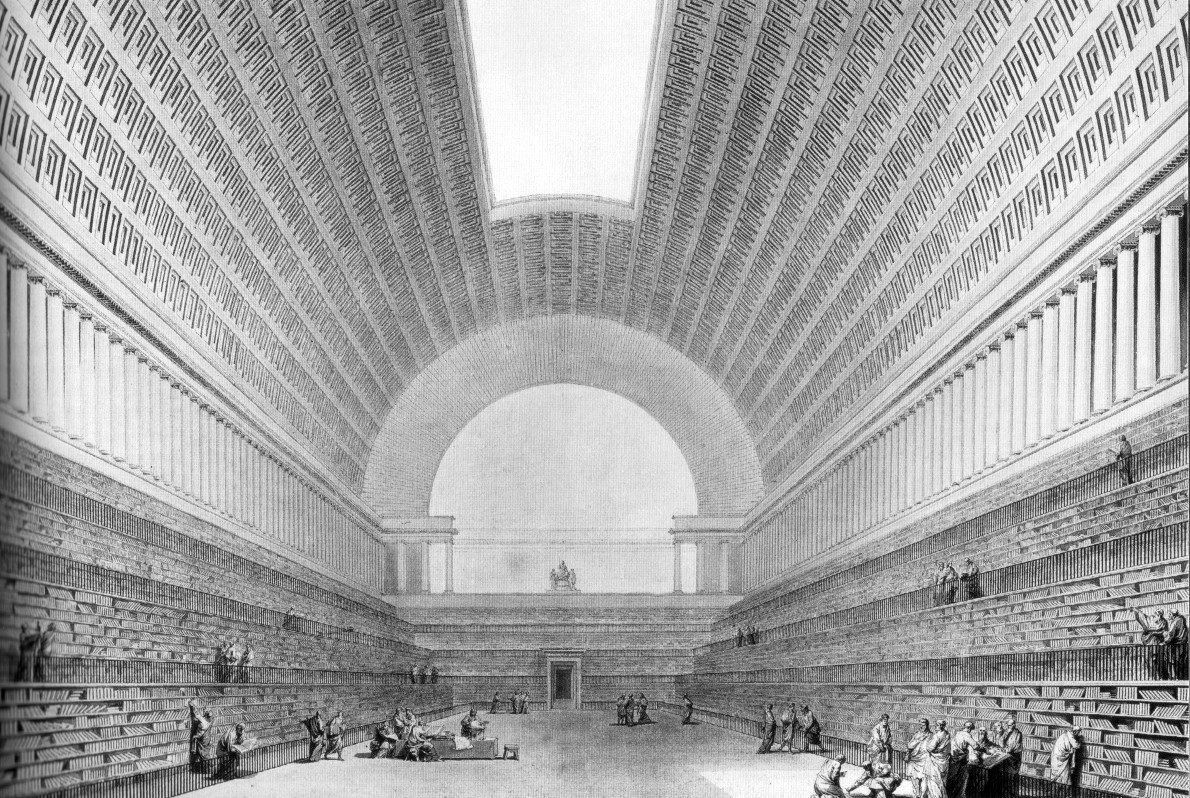
Projet de bibliothèque royale, 1785.
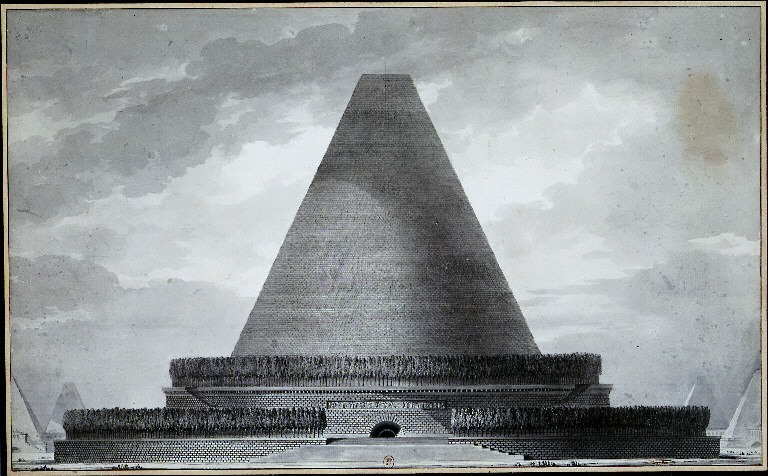
Projet de cénotaphe de style égyptien, 1786.
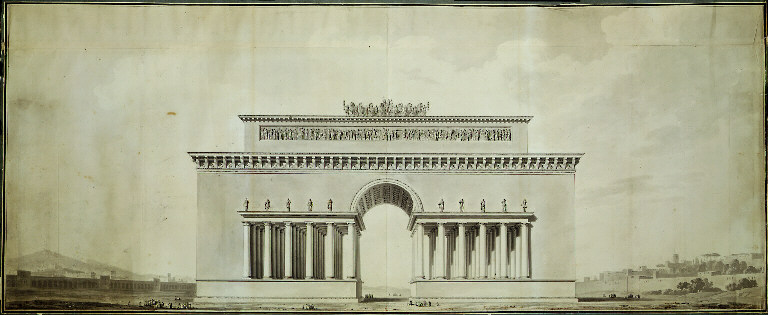
Projet d'arc de triomphe.
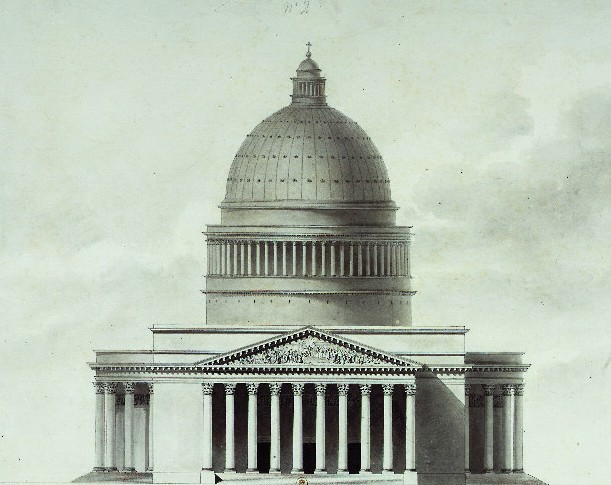
Projet pour l'église de la Madeleine, entre 1777 et 1781.
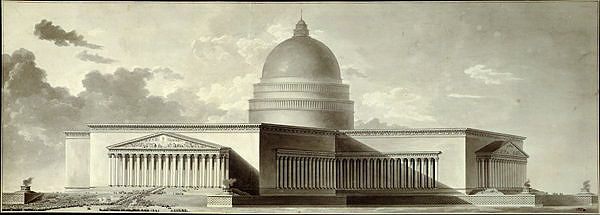
Projet pour une métropole, 1781 ou 1782.
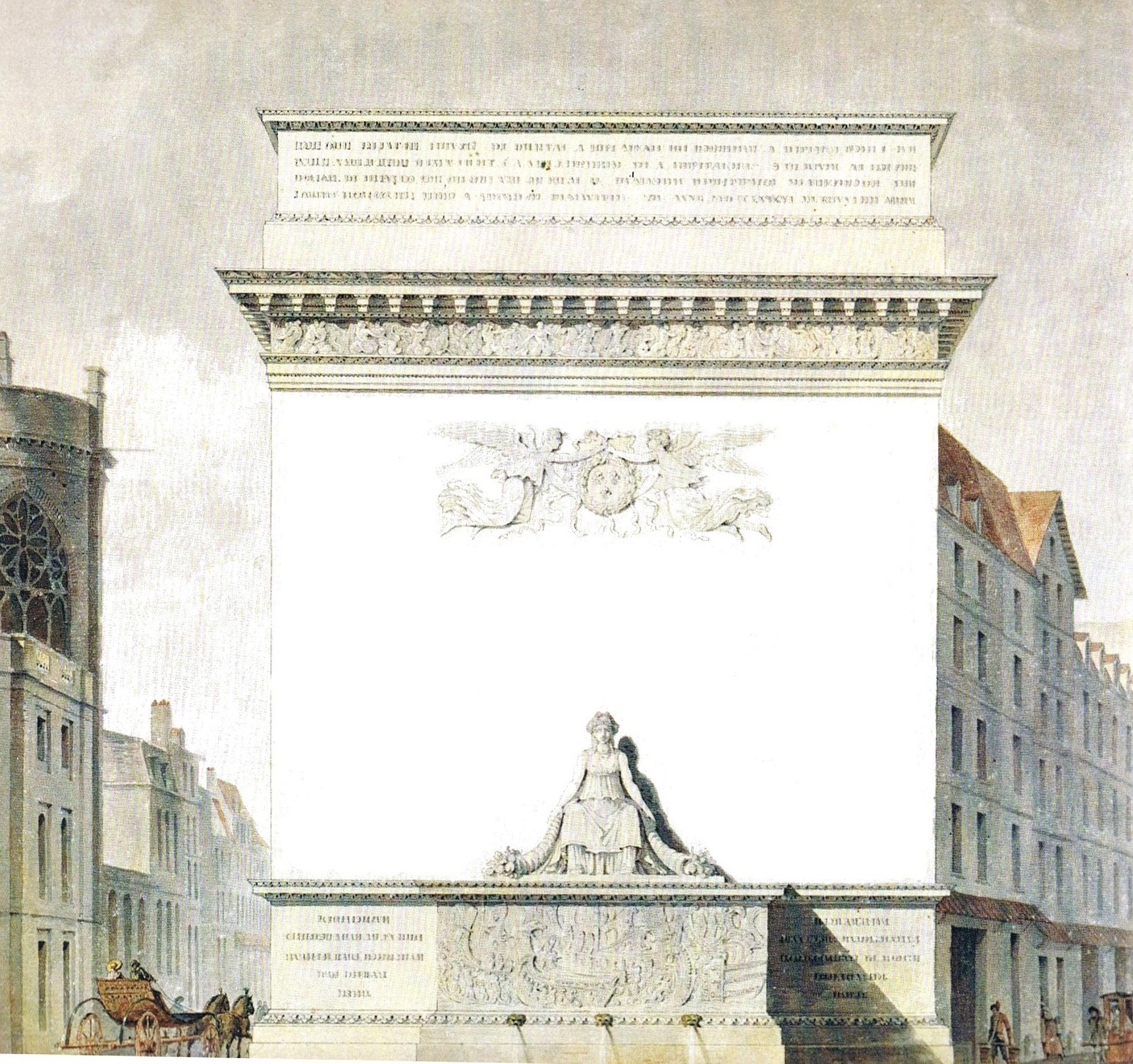
Projet de fontaine près de l'église Saint-Eustache, 1766.
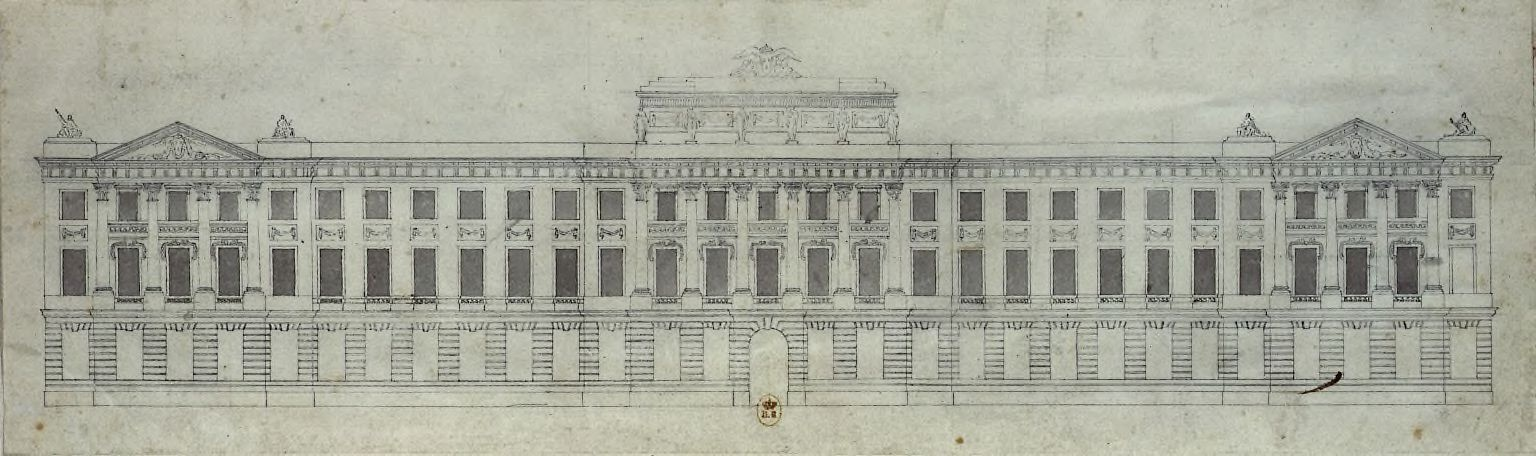
Projet pour un hôtel des monnaies.

## Œuvres

### Principales réalisations
- Hôtel Alexandre, no 16 rue de la Ville-l'Évêque, 1763  : Œuvre de jeunesse construite de 1763 à 1766 pour André Claude Nicolas Alexandre, conseiller à la cour des aides, dans un style qui annonce le Petit Trianon. La façade sur cour comprend un ordre de colonnes au sol et la façade sur jardin un ordre de pilastres colossal élevé sur un rez-de-chaussée en soubassement. L'hôtel est également connu sous le nom du maréchal Soult, propriétaire de 1802 à 1818.
- Château de Chaville, 1764 (détruit).
- Hôtels de Montville, rue d'Anjou, 1764 (détruits).
- Hôtel de Pernon, 1768 (détruit).
- Hôtel de Thun, 1771, chaussée d'Antin (détruit).
- Maison à Issy pour le financier Nicolas Beaujon, 1773 : transformation de plusieurs maisons existantes (subsiste en partie : actuel hôtel de ville).
- Hôtel de Brunoy, rue du Faubourg-Saint-Honoré, 1774-1779 (détruit en 1930).

### Principaux projets
- Projets pour la nouvelle église de la Madeleine, 1777-1781 : projet d'église en forme de croix latine surmontée d'un dôme, inspiré de l'église Sainte-Geneviève de Jacques-Germain Soufflot ainsi que du projet d’Établissement de Bains de Mathurin Crucy (projet du Grand-prix de Rome en 1774).
- Projet de palais pour le comte d'Artois, 1780
- Projet pour la reconstruction l'Opéra de Paris, 1781 : évoquant le Panthéon de Rome.
- Projet de basilique à l'Être Suprême baptisée Métropole, 1781 :
- Projet pour le Palais de Justice, 1782
- Projet d'hôtel rue de Varenne, 1782
- Deux projets de cirque, 1782
- Projet pour le Muséum, 1783
- Projet pour la rénovation du château de Versailles, 1783
- Projet pour l'hôtel de Ségur, 1783
- Projet de cénotaphe à Isaac Newton, 1784
- Projet de Bibliothèque publique des Capucines, 1784-1785
- Projet de palais pour un Souverain, 1785
- Projet pour la Bibliothèque nationale, rue de Richelieu, 1785
- Projet de monument du Pont-au-Change, 1786
- Projet de monument à la gloire de Louis XVI, 1786
- Projet de Palais national, 1792
- Projet de Palais municipal, 1792

### Publications
- Considérations sur l'importance et l'utilité de l'architecture, suivies de vues tendant au progrès des beaux-arts, manuscrit, Bibliothèque nationale de France.
- Architecture. Essai sur l'art, manuscrit, Bibliothèque nationale de France – Helen Rosenau (éd.), Boullée's Treatise on Architecture by Étienne-Louis Boullée, Londres, Alec Tiranti Ltd., 1953.
- Mémoire sur les moyens de procurer à la Bibliothèque du roi les avantages que ce monument exige, manuscrit, Bibliothèque nationale de France.

## Dans la culture
- Dans le film du réalisateur britannique Peter Greenaway Le Ventre de l'architecte (The Belly of an Architect) (1987), le héros du film est un architecte adepte des idées novatrices d'Étienne-Louis Boullée et revendique son influence sur ses propres œuvres. De nombreux dessins et plans sont montrés dans ce long métrage.